# Chikungunya
Đầu năm 2005, một bệnh dịch lạ, chưa từng được xác nhận trên y văn thế giới, đã xảy ra tại các đảo Réunion và quần đảo Comoros (thuộc Ấn Độ Dương). Theo ngôn ngữ của một bộ lạc tại đây thì bệnh được gọi là Chikungunya, có nghĩa là đi khom lưng.

## Nguyên nhân
|  |

Nguyên nhân gây bệnh do một loài virus từ một loại muỗi thuộc nhóm Aedes truyền qua. Thời gian ủ bệnh khoảng 4 đến 7 ngày. Bệnh nhân sốt cao đột ngột, đau nhức dữ dội các khớp cổ tay, bàn tay và bàn chân làm cho bệnh nhân không thể đi thẳng được. Vì vậy người dân ở đây gọi là bệnh "đi khom lưng". Một số trường hợp có thể xuất huyết dưới da, nhất là trẻ em.

## Chữa trị
Cách chữa trị thông thường là nâng đỡ thể trạng và giảm đau bằng thuốc chống viêm không steroid. Bệnh tương đối lành tính, không để lại di chứng nhưng đã ghi nhận 155 trường hợp tử vong tính đến ngày 18.12.2014